# Шиш (річка)
Шиш (рос. Шиш) — річка в Росії, права притока Іртиша (басейн Обі), тече в Омській області.
Шиш починається у Васюганських болотах в центральній частині Західно-Сибірської рівнини на сході Омської області. Від витоку тече на північний захід, але невдовзі повертає на захід. Після впадіння правої притоки Великого Кутіса річка дещо відхиляється до південного заходу; нижче села Атирка її русло повертає на північний захід і якийсь час тече паралельно основному руслу Іртиша. Шиш різко повертає на південний захід біля села Тайга і зливається з Іртишем біля села Усть-Шиш (Знаменський район).
Довжина річки 378 км, площа басейну 5 270 км². Середньорічний стік, виміряний за 149 км від гирла, становить 14,8 м³/с. Шиш замерзає наприкінці жовтня — початку листопада, скресає у другій половині квітня — першій половині травня.
Притоки Шиша численні, але короткі. Найзначніші з них: Великий Кутіс, Малий Шиш, Імшегал, Куяри.
Витік Шиша знаходиться на території Сєдельниковського району Омської області, але більша частина його русла лежить в межах Тарського (верхів'я і середня течія) і Знаменського (низов'я) районів. Хоча значних міст на річці немає, її долина густо населена. Населені пункти на річці: Петровка, Васіс, Михайловка, Кікси, Імшегал, Атирка, Тайга, Новоягідне, Айлінка, Усть-Шиш та інші.
Більшість населених пунктів у басейні Шиша з'єднані дорогами місцевого значення. У багатьох місцях річку перетинають автомобільні мости.
Річка несудноплавна.